# 荻野極
荻野 極（おぎの きわむ、1997年9月23日 - ）は、中央競馬・栗東トレーニングセンターの騎手。
東京都出身。騎手免許は平地競走、障害競走の両方を所持しているが障害競走の騎乗経験はない。妻はタレント（馬事文化応援アイドル「桜花のキセキ」元メンバー）の成瀬琴で、調教師の鹿戸雄一は義理の父親（成瀬の実父）。

## 来歴
ドリームジャーニーが勝った2009年の第54回有馬記念をテレビで観て騎手に憧れ、多くの騎手課程合格者を輩出する千葉県の東関東ジュニアホースクラブで乗馬を始めた。
2016年に競馬学校32期生として卒業し、栗東・清水久詞厩舎所属でデビュー。同期に菊沢一樹、木幡巧也、坂井瑠星、藤田菜七子、森裕太朗がいる（木幡と森は元31期生で1年留年）。
同年3月5日阪神第1Rにスカイフェアリーでデビュー（12着）。同年4月10日阪神3Rで単勝433.9倍の15番人気タガノインペーロで初勝利を飾る。新人騎手の初勝利としては史上最高配当だった。12月23日には阪神10Rで自厩舎のアキトクレッセントで特別レース初勝利。同年は年間20勝で木幡巧也、森祐太朗に次いで新人3位だった。
翌2017年は安定して勝利を重ね、4月のフローラステークスでピスカデーラで重賞初騎乗を果たす（16着）。最終的に47勝を挙げリーディング21位と躍進し、中央競馬騎手年間ホープ賞を受賞した。また、年末に行われたヤングジョッキーズシリーズファイナルラウンドでは中山第1戦で勝利を飾るなど健闘し、14人中5位という成績だった。
2018年6月、所属の清水厩舎を離れフリーとなる。
2018年、阪神ジュベナイルフィリーズでスタークォーツに騎乗しG1初騎乗を果たす（18着）。
2019年1月、中京第10競走をモザイクで優勝し、同期で1番乗りのJRA通算100勝を達成した。
2022年3月、オーシャンステークスでジャンダルムに騎乗し、重賞初勝利を果たす。
2022年10月、スプリンターズステークスでジャンダルムに騎乗し、8番人気ながら優勝し、G1初勝利を果たす。
2024年4月14日、福島10Rをフルールで1着になり、現役57人目のJRA通算200勝を3661戦目で達成。
2025年5月、馬事文化応援アイドル『桜花のキセキ』の元メンバーでタレントの成瀬琴(鹿戸雄一調教師の長女)と結婚。

## エピソード
- 2つ上の兄が空手をやっていた影響で幼稚園の頃から空手を始め、中学も空手の部活があるところを選んで進学した。中学時代にタイで開催された空手の型の世界大会で4位になったことがある。その時はすでに騎手を目指していたため、大きな大会で結果を出せばスポーツ特待生として競馬学校に入れるのではないかという思いがあったという[11]。
- 競馬学校卒業時に目標の騎手として浜中俊を挙げていた[12]。他に尊敬する騎手として川田将雅を挙げており、川田が通算1100勝を達成した時には自ら志願してプラカードを持った[13]。
- 趣味は釣り。

## 騎乗成績

### 概要
|            | 日付          | 競馬場・開催    | 競走名          | 馬名             | 頭数 | 人気 | 着順 |
| ---------- | ------------- | --------------- | --------------- | ---------------- | ---- | ---- | ---- |
| 初騎乗     | 2016年3月5日  | 1回阪神3日目1R  | 3歳未勝利       | スカイフェアリー | 16頭 | 15   | 12着 |
| 初勝利     | 2016年4月10日 | 2回阪神6日目3R  | 3歳未勝利       | タガノインペーロ | 16頭 | 15   | 1着  |
| 重賞初騎乗 | 2017年4月23日 | 2回東京2日目11R | フローラS       | ピスカデーラ     | 18頭 | 17   | 16着 |
| 重賞初勝利 | 2022年3月5日  | 2回中山3日目11R | オーシャンS     | ジャンダルム     | 15頭 | 2    | 1着  |
| GI初騎乗   | 2018年12月9日 | 5回阪神4日目11R | 阪神JF          | スタークォーツ   | 18頭 | 18   | 18着 |
| GI初勝利   | 2022年10月2日 | 4回中山9日目11R | スプリンターズS | ジャンダルム     | 16頭 | 8    | 1着  |

### 年度別成績
| 年度   | 1着 | 2着 | 3着 | 騎乗数 | 勝率 | 連対率 | 複勝率 |
| ------ | --- | --- | --- | ------ | ---- | ------ | ------ |
| 2016年 | 20  | 22  | 24  | 442    | .045 | .095   | .150   |
| 2017年 | 47  | 45  | 52  | 717    | .066 | .128   | .201   |
| 2018年 | 30  | 32  | 36  | 611    | .049 | .101   | .160   |
| 2019年 | 21  | 26  | 25  | 449    | .047 | .105   | .160   |
| 2020年 | 18  | 20  | 22  | 387    | .047 | .098   | .154   |
| 2021年 | 16  | 12  | 16  | 265    | .060 | .106   | .166   |
| 2022年 | 24  | 13  | 18  | 365    | .066 | .101   | .151   |
| 2023年 | 17  | 15  | 14  | 323    | .053 | .099   | .142   |
| 2024年 | 33  | 25  | 32  | 442    | .075 | .131   | .204   |
| 通算   | 226 | 210 | 239 | 4001   | .060 | .109   | .169   |

- 出典/JRA騎手名鑑

### 主な騎乗馬
- ジャンダルム（2022年オーシャンステークス、スプリンターズステークス）[14]
- エキサイトバイオ（2025年ラジオNIKKEI賞）